# Fernand Victor Toussaint van Boelaere
Pour les articles homonymes, voir Fernand Toussaint et Toussaint (homonymie).
Fernand Victor Toussaint van Boelaere, né le 18 février 1875 à Anderlecht (Belgique) et mort le 30 avril 1947 à Bruxelles (Belgique), est un poète, écrivain et traducteur belge.

## Publications
- Latere bekentenis (1909)
- Landelijk minnespel (1910)
- Een legende van Onze-Lieve-Vrouw van Halle (1911)
- De bloeiende verwachting (1913)
- Petrusken's einde (1917)
- Het gesprek in Tractoria (1923)
- De zilveren vruchtenschaal (1924)
- De Peruviaanse reis (1925)
- Zurkel en blauwe lavendel (1926)
- Barceloneesche reisindrukken (1930)
- Heroondas' mimiamben (1935)
- Jeugd (1935)
- Turren (1935)
- De Vlaamsche letterkunde sinds 1914 (1936)
- De doode die zich niet verhing (1937)
- Litterair scheepsjournaal (1938, 1939, 1946)
- Geur van bukshout (1940)
- (nl)  « Victor Alexis dela Montagne », in Jaarboek Koninklijke VIaamse Academie, (1943)
- De gouden oogst (1944)
- Het Barceloneesche avontuur (1944)
- Kasper van den nacht (= Gaspard de la nuit, d'Aloysius Bertrand) (1944)
- Marginalia bij het leven en het werk van K. van de Woestijne (1944)
- Drie rozen van den struik (1945)
- Spiegel van Van Nu en Straks (1945)
- Mallorca en de nymfen (1946)
- Landelijk minnespel en Petrusken's einde (1951)